# Grigori Petrovski
Grigori Ivánovich Petrovski (en ruso: Григорий Иванович Петровский, en ucraniano: Григорій Іванович Петровський) (23 de enerojul./ 4 de febrero de 1878greg. - 9 de enero de 1958) fue un político soviético de etnia ucraniana, presidente del Comité Ejecutivo Central de la Unión Soviética (jefe de Estado) entre el 30 de diciembre de 1922 y el 12 de enero de 1938.

## Biografía

### Primeros años
Petrovski nació en el pueblo de Pechenigi, Gobernación de Járkov, el 4 de febrero de 1898 (23 de enero en el calendario juliano), en la familia de un sastre y una lavandera, que tuvieron otros dos hijos. Su padre murió cuando Grigori tenía 3 años. Estudió durante dos años y medio en la escuela del Seminario Teológico de Járkov, hasta que expulsado porque no pudo pagar la matrícula. A los 11 años trabajó en un depósito de locomotoras, y en 1893, a los 15 años, se mudó a Yekaterinoslav, donde trabajó en la Fábrica Metalúrgica de Briansk.

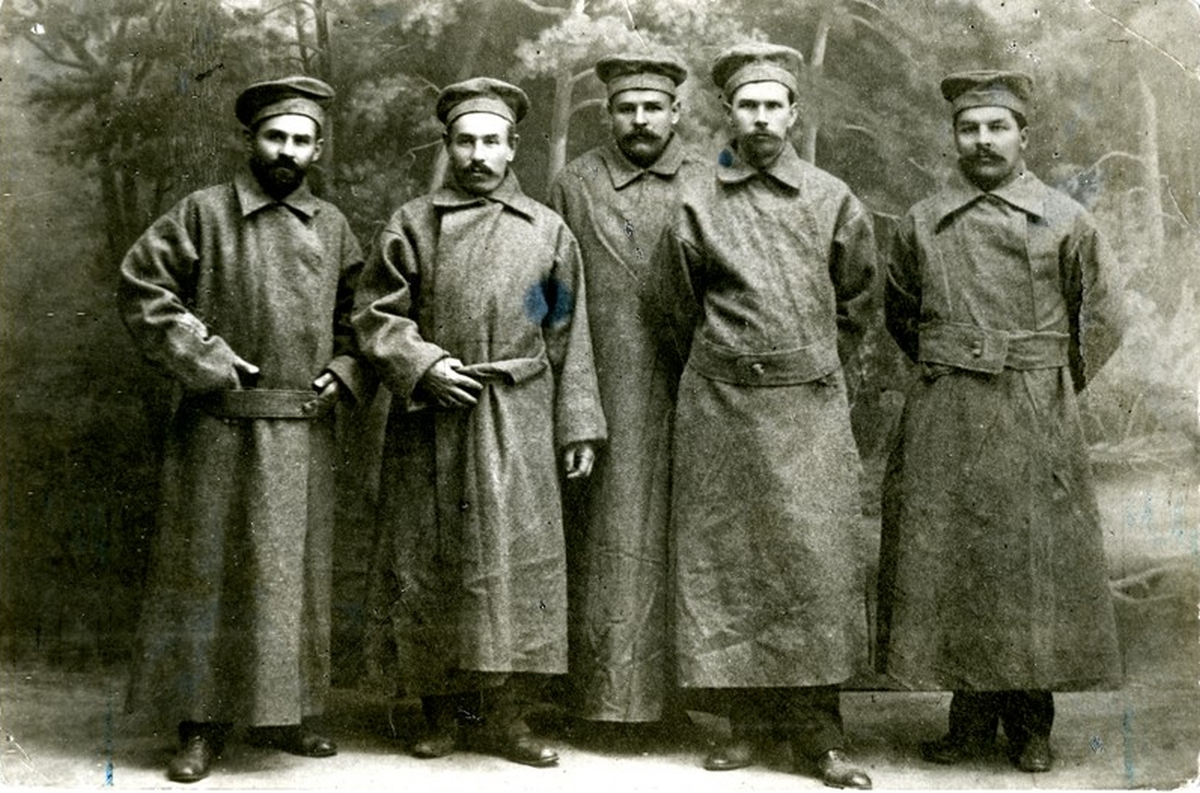
Petrovski y los demás diputados bolcheviques de la IV Duma Imperial, en 1915.

Ingresó en la Liga de Lucha para la Emancipación de la Clase Obrera en 1897, y al Partido Obrero Socialdemócrata Ruso (POSDR) desde 1898, siendo miembro de su corriente bolchevique desde su creación en 1903. En ese período participó activamente en la agitación política a favor de los bolcheviques desde Nikoláyev hasta Mariúpol, desde la cuenca del Dónets hasta Járkov, por lo que fue arrestado en 1900 y 1903. Durante la Revolución de 1905, fue secretario del Sóviet de Yekaterinoslav. Sin embargo, pronto se vio obligado a huir y emigró brevemente a Alemania. En 1907 regresó a Mariúpol, donde trabajó como especialista en cilindrado y continuó su actividad revolucionaria en la fábrica donde trabajaba.

### Carrera política
En 1912 fue electo como diputado de la IV Duma Imperial. En enero de 1913 fue elegido miembro del Comité Central del POSDR. El 20 de mayo de ese año habló en la Duma mostrándose a favor de la implementación de escuelas con enseñanza en su lengua materna, la admisión de la lengua ucraniana en los tribunales y en todas las instituciones administrativas en los territorios con población ucraniana, así como la libertad de actividad de los Instituciones culturales y educativas de la región. En octubre de 1913, fue elegido presidente de la Facción Obrera Socialdemócrata de la Duma, formada por seis bolcheviques. En total, pronunció 32 discursos en la Duma entre 1912 y 1914.Además fue editor del periódico Pravda. Tras el inicio de la Primera Guerra Mundial, en noviembre de 1914 fue arrestado junto con otros seis bolcheviques y deportado a Tujuransk, y en 1916 fue trasladado a Yakutia.

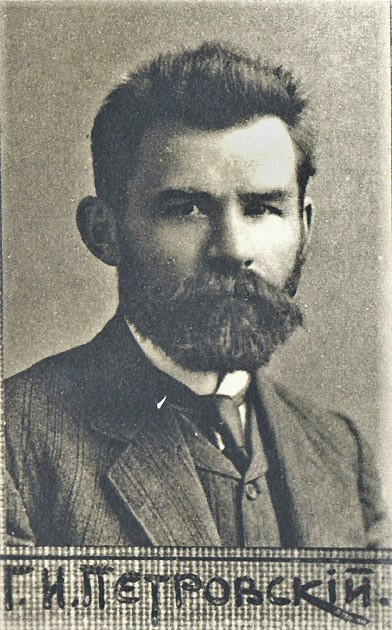
Grigori Petrovski en 1917.

Después de la Revolución de Febrero, fue nombrado Comisionado en Yakutia y presidente del Comité de Seguridad Civil local. En julio de 1917 el partido lo envió al Dombás. Activo dirigente durante la Revolución de Octubre de 1917, tras la toma de poder por parte de los bolcheviques fue nombrado Comisario del Pueblo para Asuntos Internos en la RSFS de Rusia. Fue uno de los fundadores de la Checa, participando en el Terror Rojo. Formó parte de la delegación que participó en negociaciones con Alemania, donde se terminó firmando el Tratado de Brest-Litovsk. A finales de 1918 surgió una discusión en torno a las actividades de la Cheka . El 25 de diciembre de 1918, el Comité Central del PCR(b) discutió la implementación de un nuevo reglamento sobre la Cheka. Los iniciadores fueron Nikolái Bujarin, Mijaíl Olminski y Petrovski, quienes criticaron “el poder absoluto de una organización que se sitúa no sólo por encima de los sóviets, sino también por encima del propio partido”, por lo que se decidió que serían los soviéts los que controlarían la Cheka y no al revés. El 28 de noviembre de 1918 fue nombrado presidente del Comité Ejecutivo Central Panucraniano, el organismo permanente del Congreso de los Sóviets de Toda Ucrania. Entre 1919 y 1920 Petrovski copresidió el Comité Central del Partido Comunista de la RSS de Ucrania. En enero de 1938 se retiró de estos puestos ejecutivos del Partido. Petrovski había pertenecido a la mayoría del partido que se oponía a la orientación nacional-comunista ucraniana representada por Yuri Lapchinski y Oleksandr Shumski, pero en la década de 1920 había apoyado la ucranización y la autonomía económica, cultural y política de Ucrania.

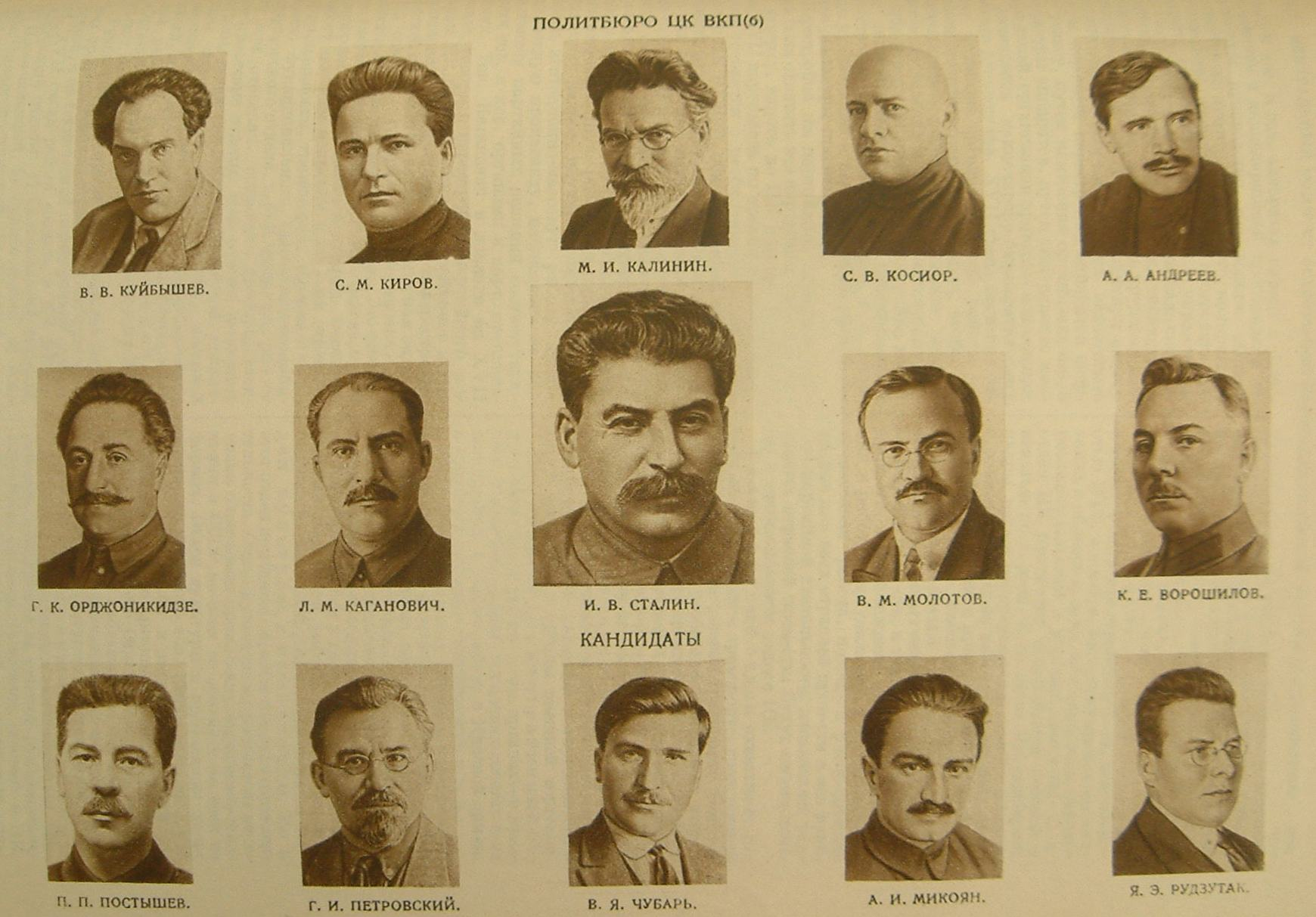
Politburó del Comité Central del partido electo en 1934, del que Petrovski formó parte.

Fue una de las cuatro personas elegidas durante el Tratado de Creación de la URSS para formar parte de la copresidencia del nuevo Comité Ejecutivo Central de la Unión Soviética en diciembre de 1922. En 1923, durante la preparación de la Constitución de la URSS, se opuso a las posiciones de Nikolai Skripnik, Aleksandr Shumski y Christian Rakovski, encaminadas a transformar a la URSS en una Confederación. A finales de octubre de 1932, fue nombrado responsable de la ejecución de las compras de cereales en la región de Donetsk. Tras la adopción de la nueva Constitución en 1936, que aprobó un nuevo sistema legislativo dirigido por "Sóviets Supremos", el 12 de diciembre de 1937, fue electo diputado del Sóviet de las Nacionalidades del Sóviet Supremo de la Unión Soviética de la 1.ª convocatoria (1937-1946). Durante la Gran Purga, aunque quedó bajo sospecha por varios compañeros del gobierno de la RSS de Ucrania acusados de ser "enemigos del pueblo"; no fue investigado, pero fue destituido de sus cargos gubernamentales y quedó conmocionado y entristecido por los arrestos y ejecuciones de amigos cercanos como Stanislav Kosior, Vlas Chubar y Kirill Sujomlin.Al mismo tiempo, fue vicepresidente del Presídium del Sóviet Supremo de la URSS desde el 17 de enero de 1938 al 31 de mayo de 1939, cuando renunció a todos sus cargos políticos. 

### Últimos años
En 1940 se retiró de la política, y fue nombrado Director adjunto del Museo de la Revolución en Moscú, por su director Fiódor Samoilov. Petrosvski trabajó en el museo durante sus últimos años. Durante la Segunda Guerra Mundial, su hijo Leonid, quien era teniente general del Ejército Rojo, murió en Gómel combatiendo a las tropas alemanas.
Según Anton Antónov-Ovséyenko en su libro La época de Stalin, Grigori Petrovski se instaló en el ático de su museo donde vivió tranquilamente alejado de la vida pública. Después de la muerte de Stalin en 1953, Petrovski volvió a participar en actividades públicas, habló con sus memorias ante diversos públicos y publicó artículos en periódicos, e incluso fue invitado de honor del XX Congreso del PCUS en 1956.Falleció en Moscú el 9 de enero de 1958, a los 79 años. Sus restos fueron sepultados en la Necrópolis de la Muralla del Kremlin de Moscú.

## Legado
La ciudad de Yekaterinoslav fue nombrada como "Dnipropetrovsk" en 1926 en su honor, nombre que conservaría hasta 2016; el propio Petrovski estuvo presente en el Congreso provisional del Distrito de Diputados Obreros, Campesinos y Soldados que recomendó este cambio de nombre y "aceptó este honor con gran gratitud".

## Premios y condecoraciones
- Orden de Lenin (1938)
- Orden de la Bandera Roja
- Orden de la Bandera Roja del Trabajo (1953)